# Эбнер, Маргарета
Маргарета (Маргари́та) Эбне́р (также Маргарете Эбне́р, нем. Margareta Ebner, Margarete Ebner; ок. 1291, Донаувёрт — 20 июня 1351, Мёдинген) — немецкая монахиня-доминиканка, визионерка, мистическая писательница.

## Биография
Из богатой семьи, получила домашнее классическое образование. В 1306 поступила в монастырь Девы Марии Медингенской неподалёку от Диллингена. После 1312 три года тяжело болела, ещё семь лет была на грани жизни и смерти. В 1332 духовное руководство над ней взял католический священник Генрих фон Нёрдлинген. В письмах к нему, написанных по его настоянию, — первом подобном эпистолярном памятнике на немецком языке — Маргарета рассказывала о своих видениях и беседах с младенцем Христом (он являлся ей именно младенцем). Маргарета переписывалась также с Иоганном Таулером.

## Беатификация
Была беатифицирована папой Иоанном Павлом II 24 февраля 1979.

## Образ в искусстве
Немецкий писатель Эрвин Гвидо Кольбенхайер (1878—1962) написал о жизни Маргареты Эбнер роман «Сердце, врученное Богу» (1938).

## Сочинения
- Margaretha Ebner und Heinrich von Nördlingen. Ein Beitrag zur Geschichte der deutschen Mystik/ Philipp Strauch, Hrsg. Freiburg; Tübingen 1882 (факс. изд.: Amsterdam, 1966)